# Herba
Herba est le dieu de la misère et de la pauvreté dans la Grèce antique.